# Радиоастрономический институт Макса Планка

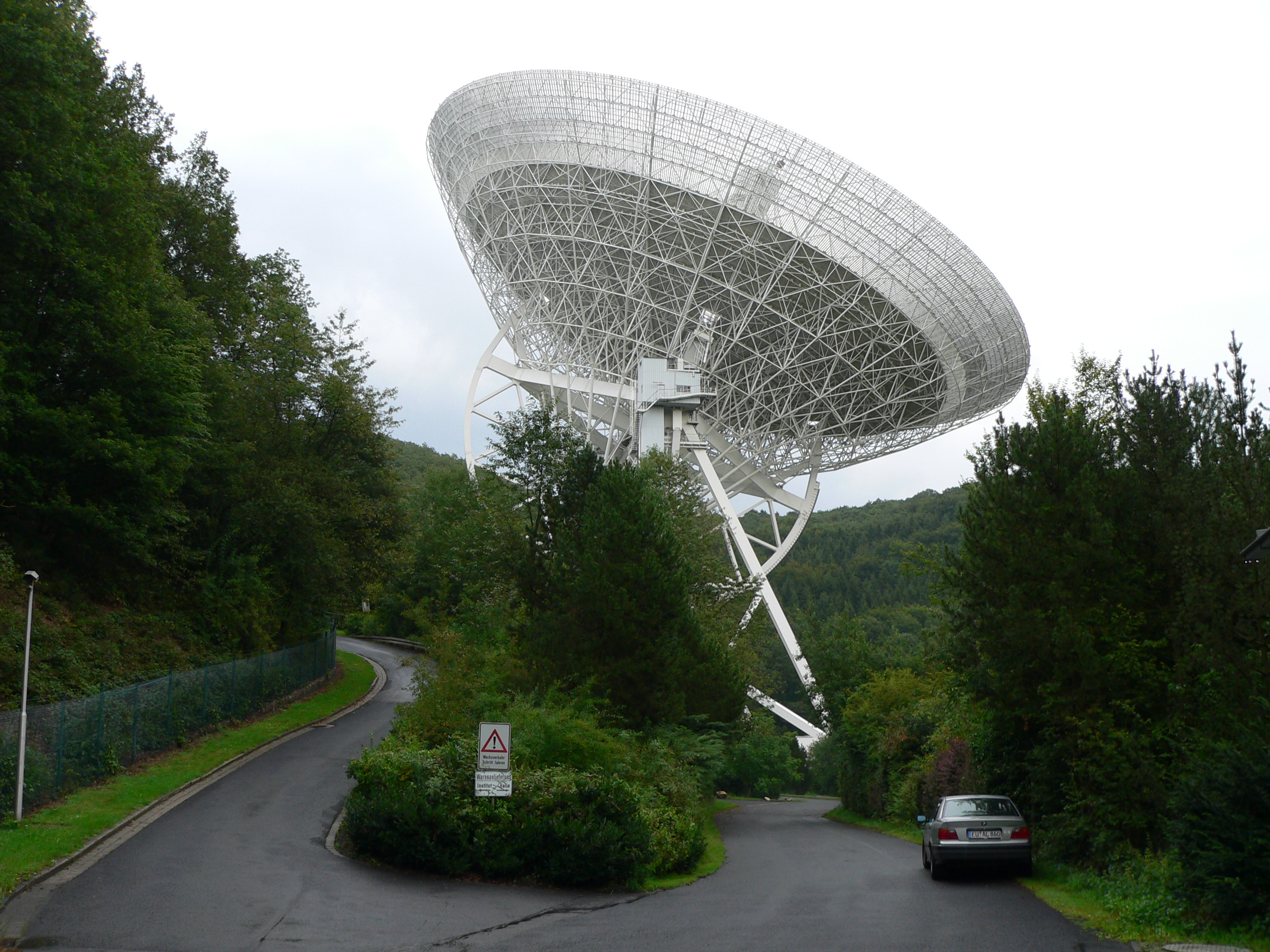
Радиотелескоп Эффельсберг

Радиоастрономический институт Макса Планка (нем. Max-Planck-Institut für Radioastronomie, сокр. MPIfR) — один из 80 научных институтов общества Макса Планка (нем. Max Planck Gesellschaft). Расположен в Бонне-Энденихе, Северный Рейн — Вестфалия, Германия. 50°43′48″ с. ш. 7°04′10″ в. д.

## История

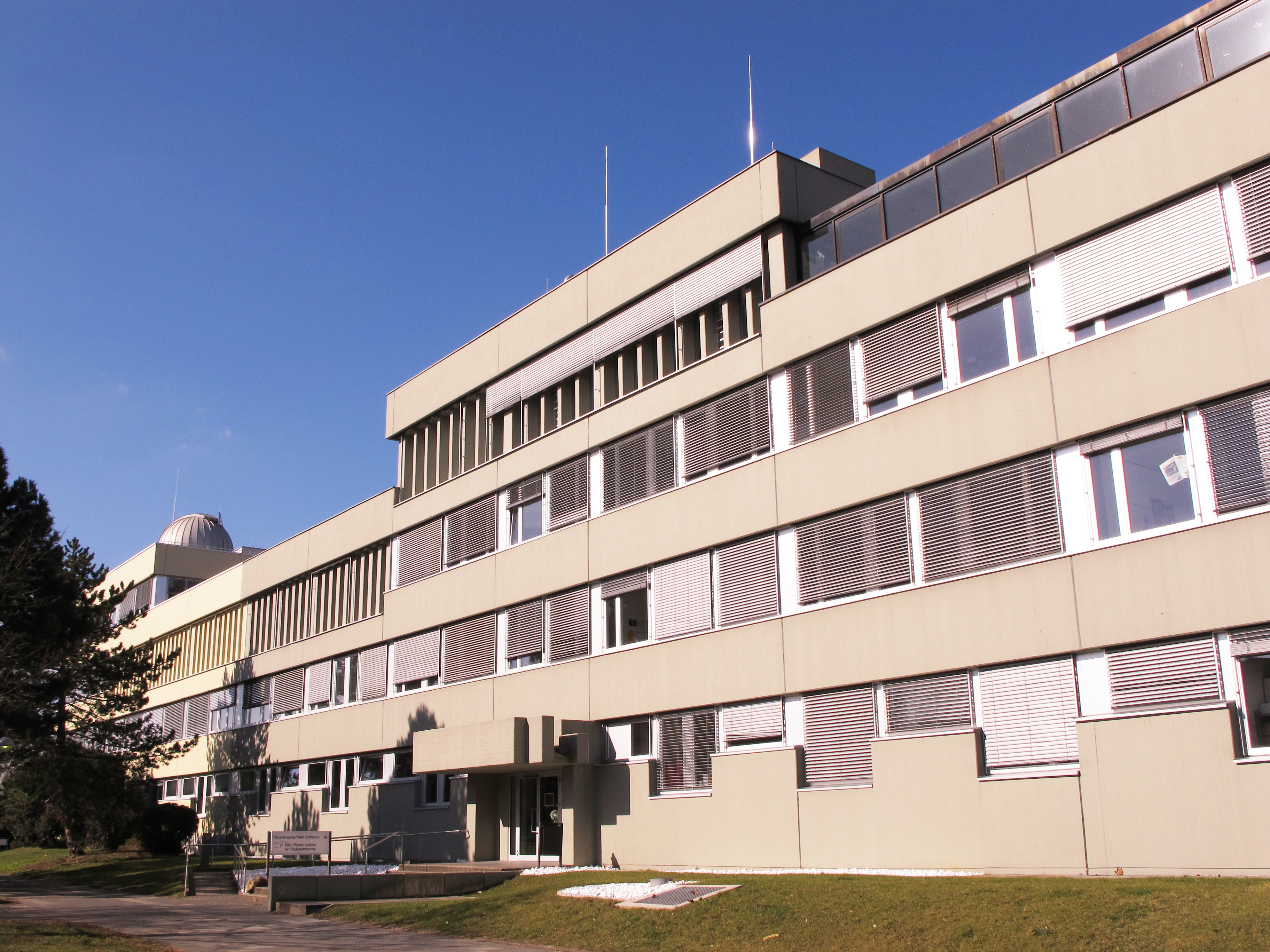
Главный вход MPIfR

Радиоастрономический институт был создан в 1966 году путём объединения существующего факультета радиоастрономии университета Бонна, управляемого Отто Хахенбергом, с новым институтом Макса Планка. В 1972 году был открыт 100-метровый радиотелескоп в Эффельсберге в Бад-Мюнстерайфель. Институт расширялся в 1983 и 2002 годах.
Южное крыло целого комплекса занято Argelander-Institut für Astronomie университета Бонна.50°43′47″ с. ш. 7°04′09″ в. д.

## Деятельность

### Наука
Главные направления деятельности института — радиоастрономия и инфракрасная астрономия. Основные объекты исследования:
- Межзвёздная среда
- Магнитное поле в космосе
- Пульсары
- Этапы эволюции звёзд
- Активные ядра галактик

### Сотрудничество
Институт участвует в нескольких международных проектах:
- Стратосферная обсерватория инфракрасной астрономии («SOFIA»)
- Атакамский зондирующий эксперимент («APEX»)
- Спутник наблюдения на субмиллиметровом диапазоне («HERSCHEL»)
- Концептуально новое поколение радиотелескопов: Square Kilometer Array («SKA»)
- Very Large Telescope Interferometer («VLTI»)
- Большой бинокулярный телескоп («LBT»)

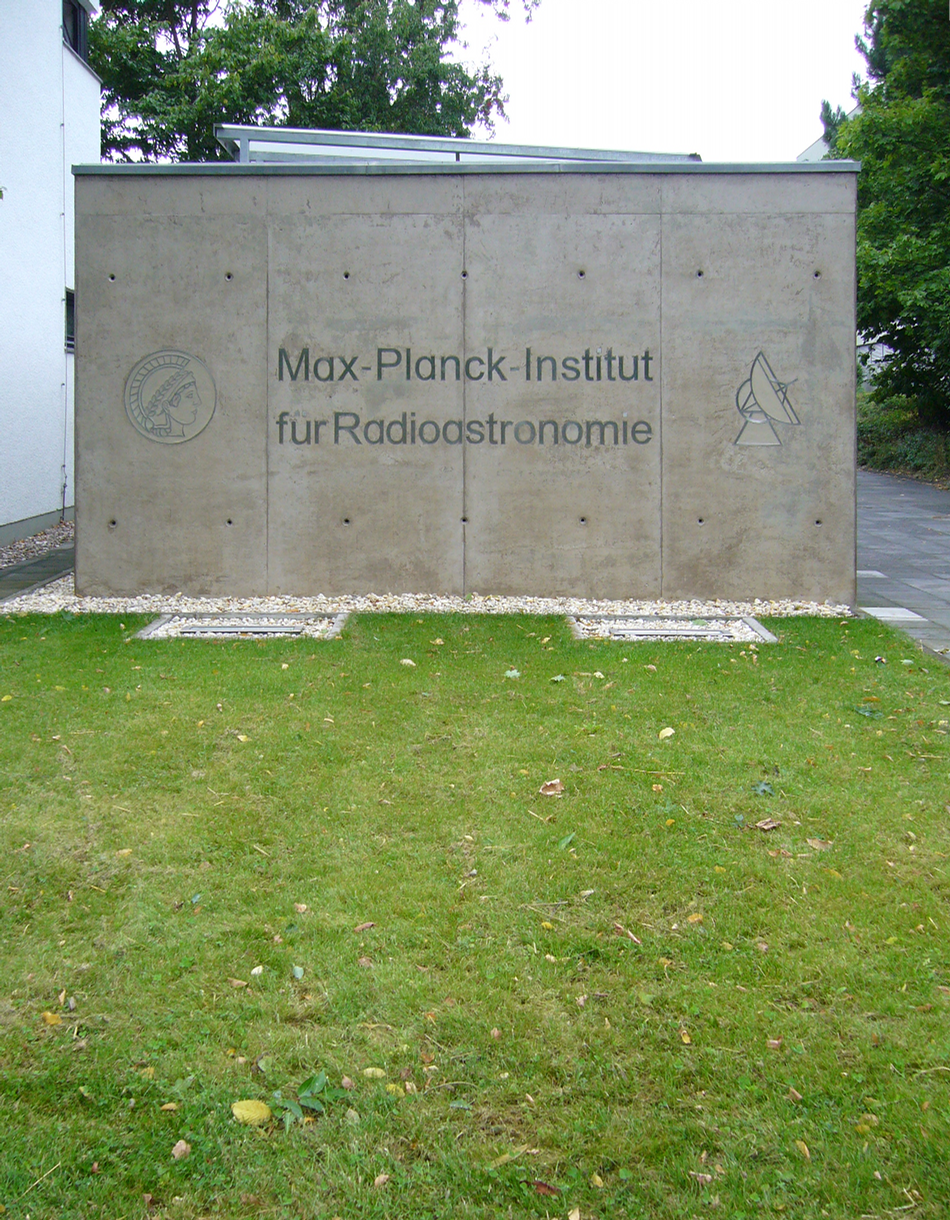
Вход в MPIFR, с улицы
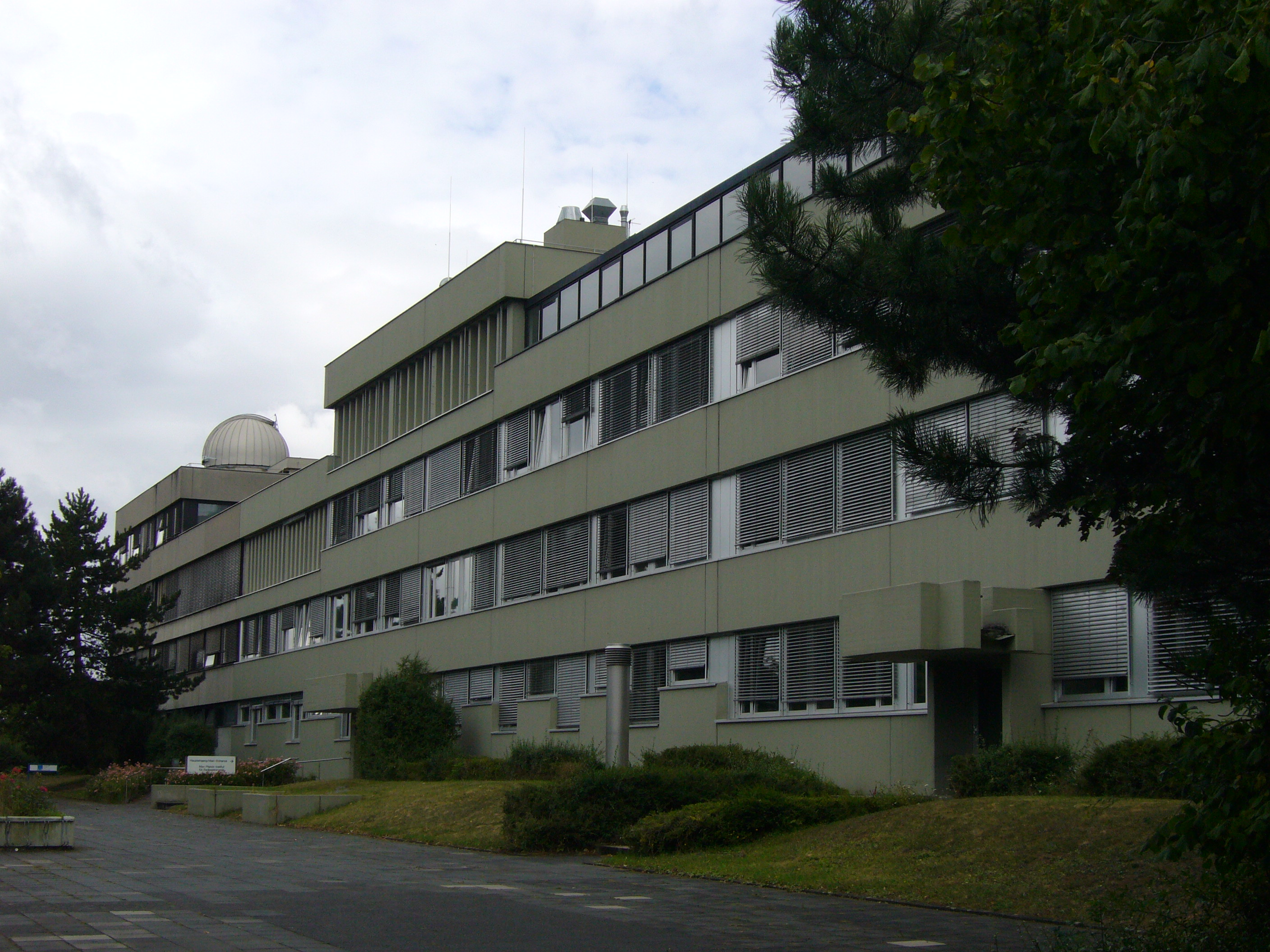
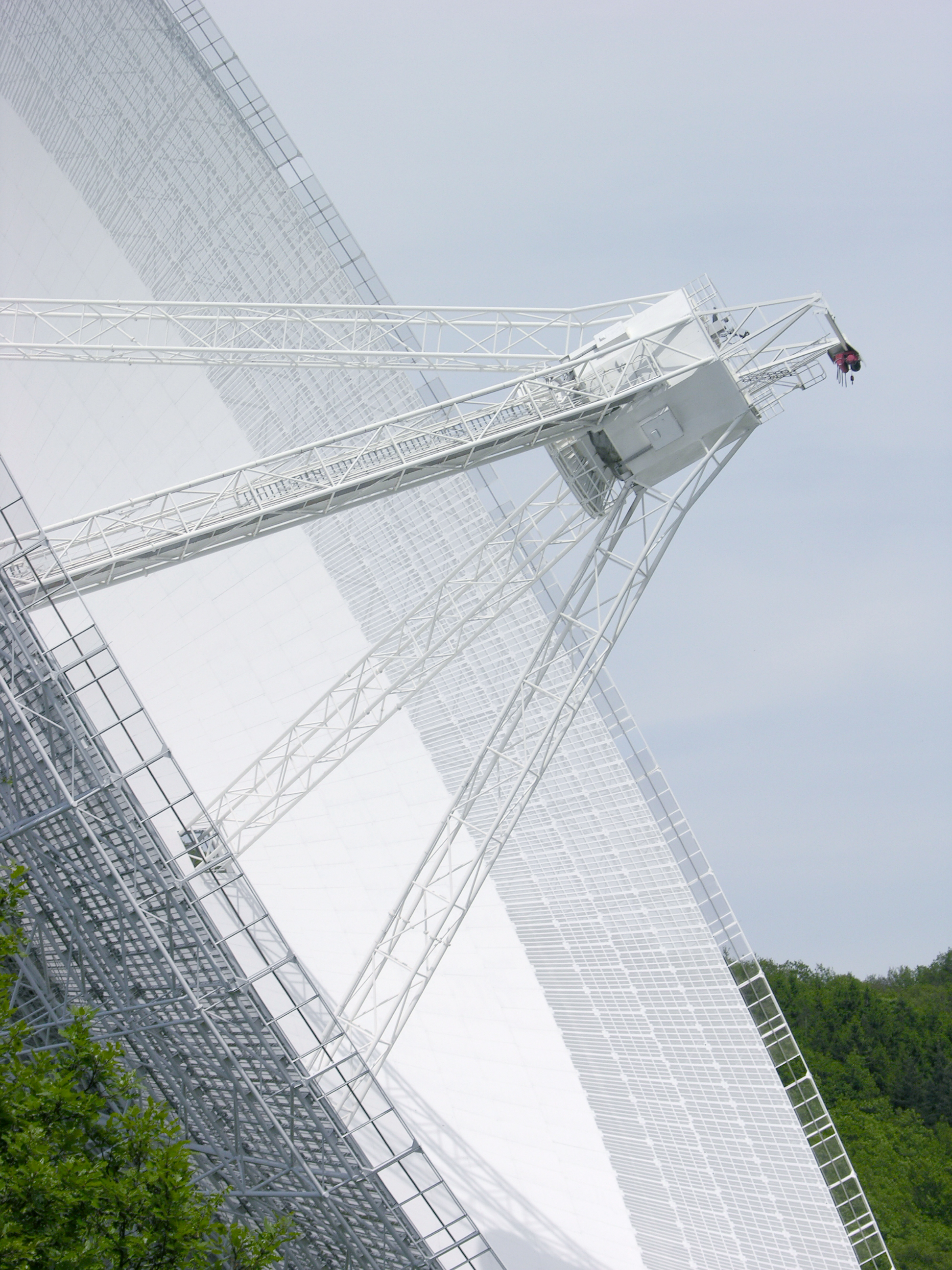
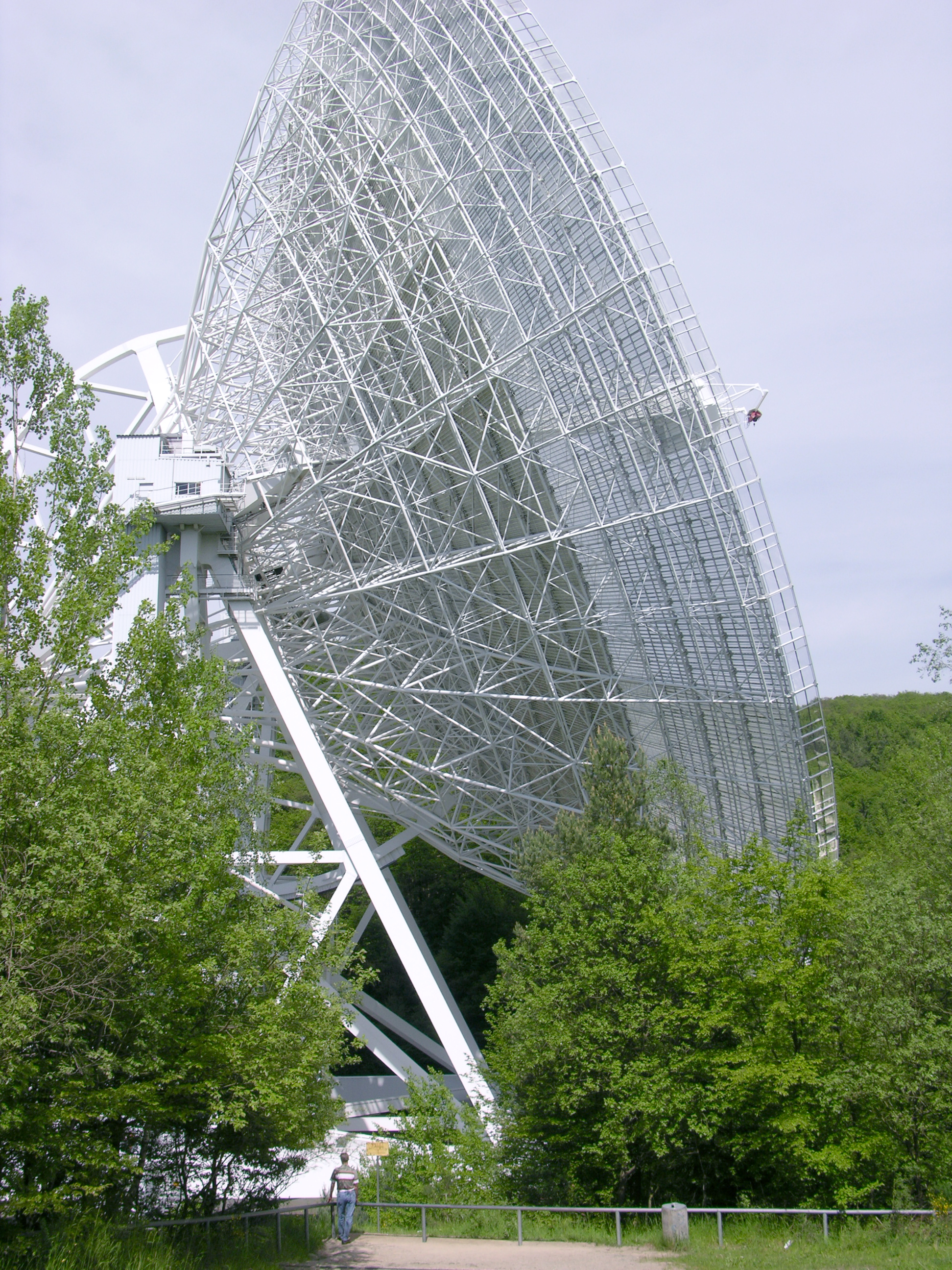
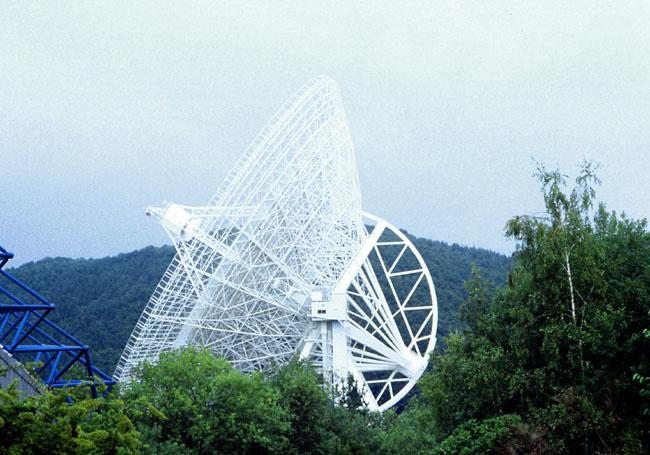
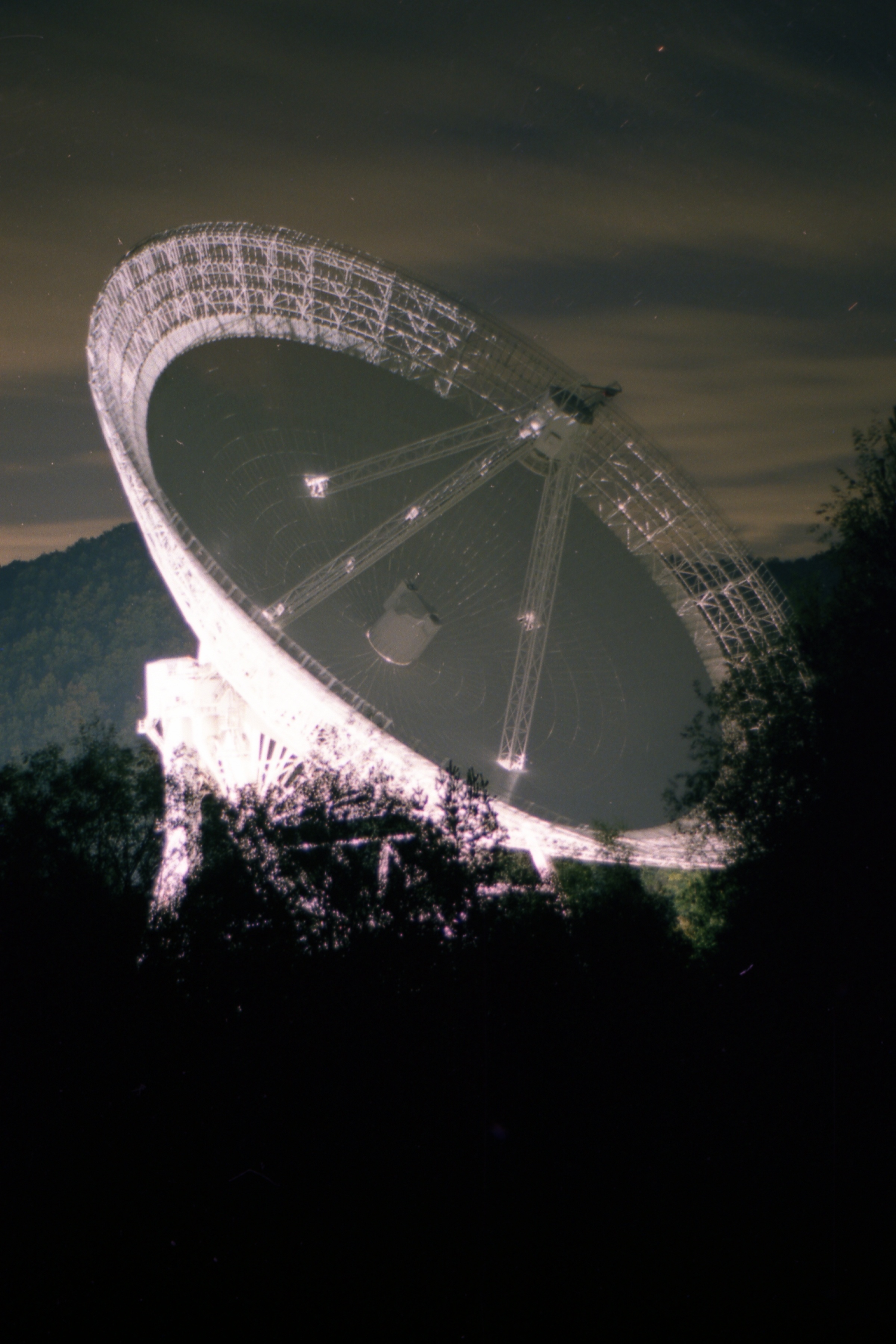
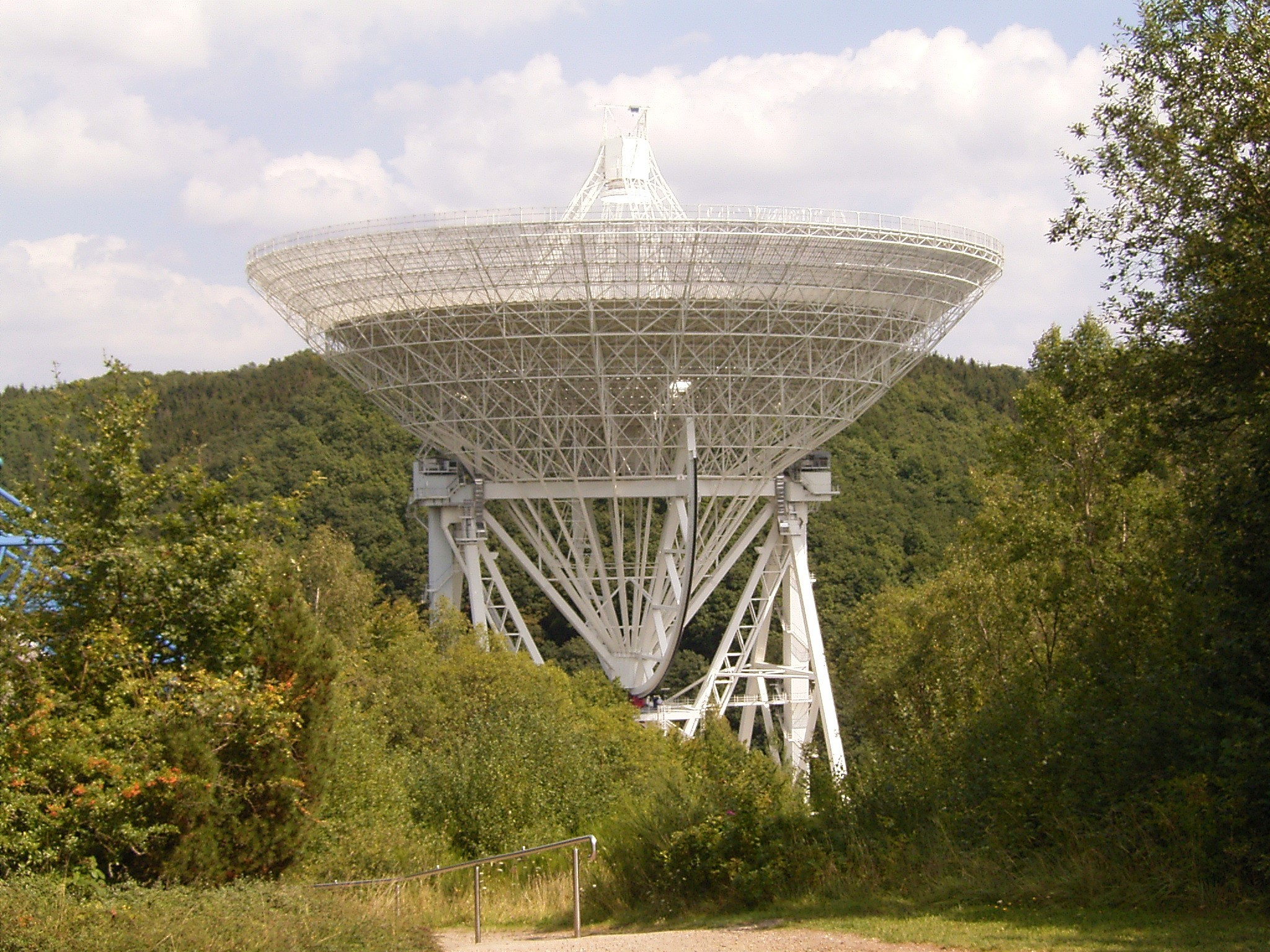
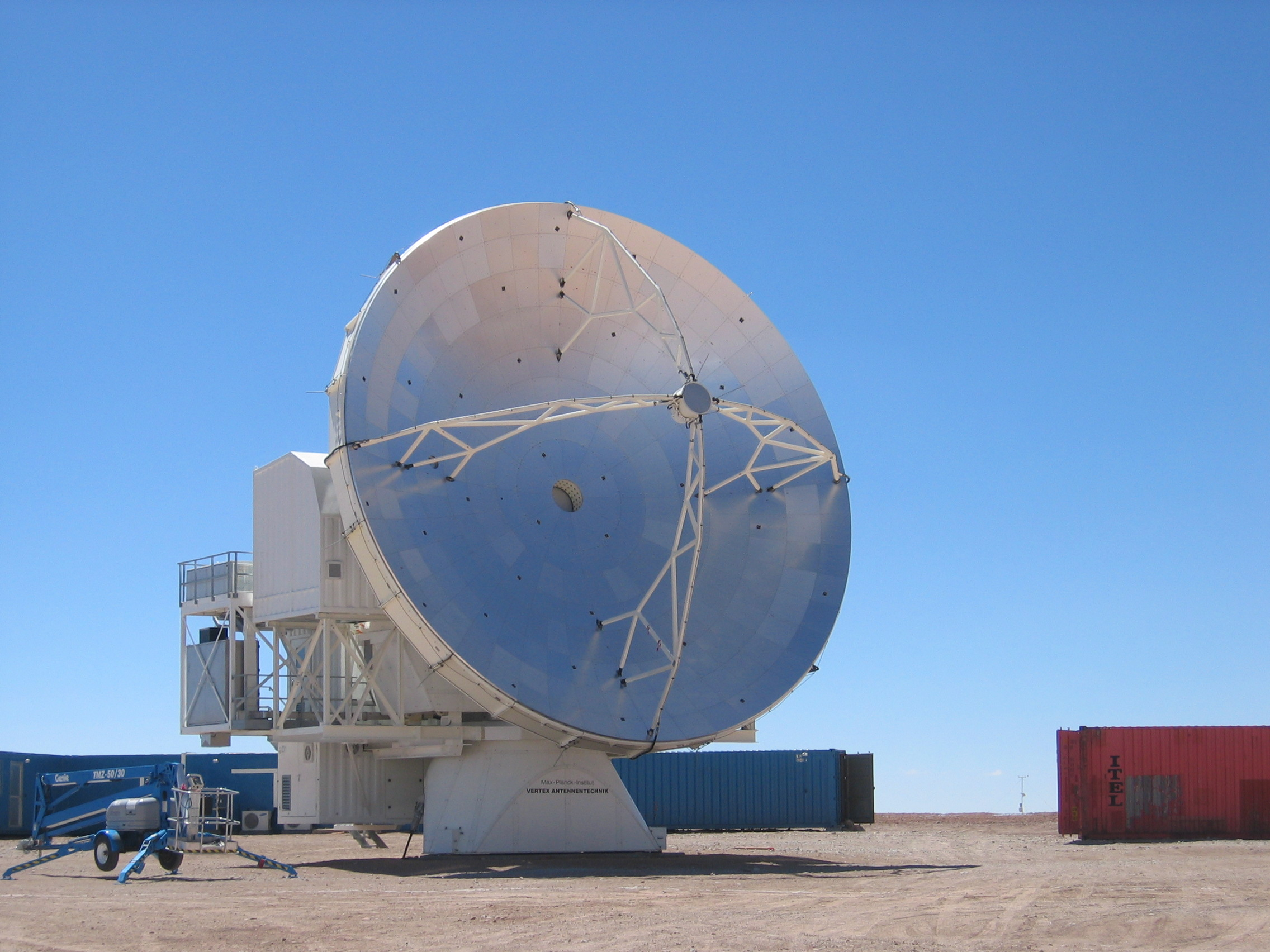

### Высшее образование
Международная исследовательская школа Макса Планка по астрономии и астрофизике — образовательная программа, предоставляющая возможность получения степени Ph.D. Школа сотрудничает с университетом Бонна и университетом Кёльна.